# Tapa-olho

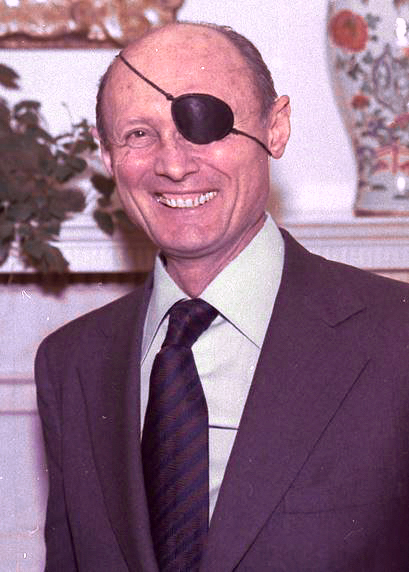
Moshe Dayan (1915-1981), líder militar e defensor do Estado de Israel, foi uma das figuras notórias que em tempos recentes utilizava um tapa-olho habitualmente.

Tapa-olho ou pala é um elemento que serve para cobrir um olho por motivos estéticos, uma vez que o item pode esconder lesões de brigas e operações, ou por motivos e/ou medicinais, uma vez que é capaz ainda proteger a córnea de quem o usa.
Na imprensa brasileira, também é chamado como tampão de olho.
Adereço típico do estereótipo dos piratas, acredita-se que o tapa-olho também servia a eles como artifício para visão noturna. Dessa forma, mantinham um dos olhos tampado durante todo o dia. Se por ventura, algum pirata  precisasse enxergar no escuro (numa emboscada, por exemplo), bastava destampar o olho coberto e assim, teria um dos olhos já acostumado à falta de luz.[carece de fontes?]